# 南オーストラリア美術館
南オーストラリア美術館(The Art Gallery of South Australia, AGSA)は、オーストラリア南オーストラリア州アデレードのノーステラスにある
南オーストラリア州で最も古い美術館である。
ビクトリア州に次ぐオーストラリアで2番目に大きなアートコレクションを所蔵していることで知られている。

## 歴史
美術館は1881年に設立され、1900年以来現在の場所にある。
1996年に建物の改修を行い、ビクトリア朝時代のインテリアを損なうことなく、現代的な空間を拡張した。
1967年に現在の名前が採用されるまで、南オーストラリア国立美術館として知られていた。

## コレクション
美術館は、35,000点以上の芸術作品のコレクションを所蔵しており、オーストラリアのアート（オーストラリアの原住民や植民地芸術を含む）とヨーロッパ、アジアのアートの膨大なコレクションで有名である。 
年間780,000人の来館者が訪れている。

### コレクションに含まれる現代のアーティスト
- James Angus
- ルパート・バニー
- Jan Meyer
- Keith Milow
- Gabriella Possum Nungurrayi
- Hilda Rix Nicholas
- Stanley Spencer

## ギャラリー
オーストラリアの芸術家の作品

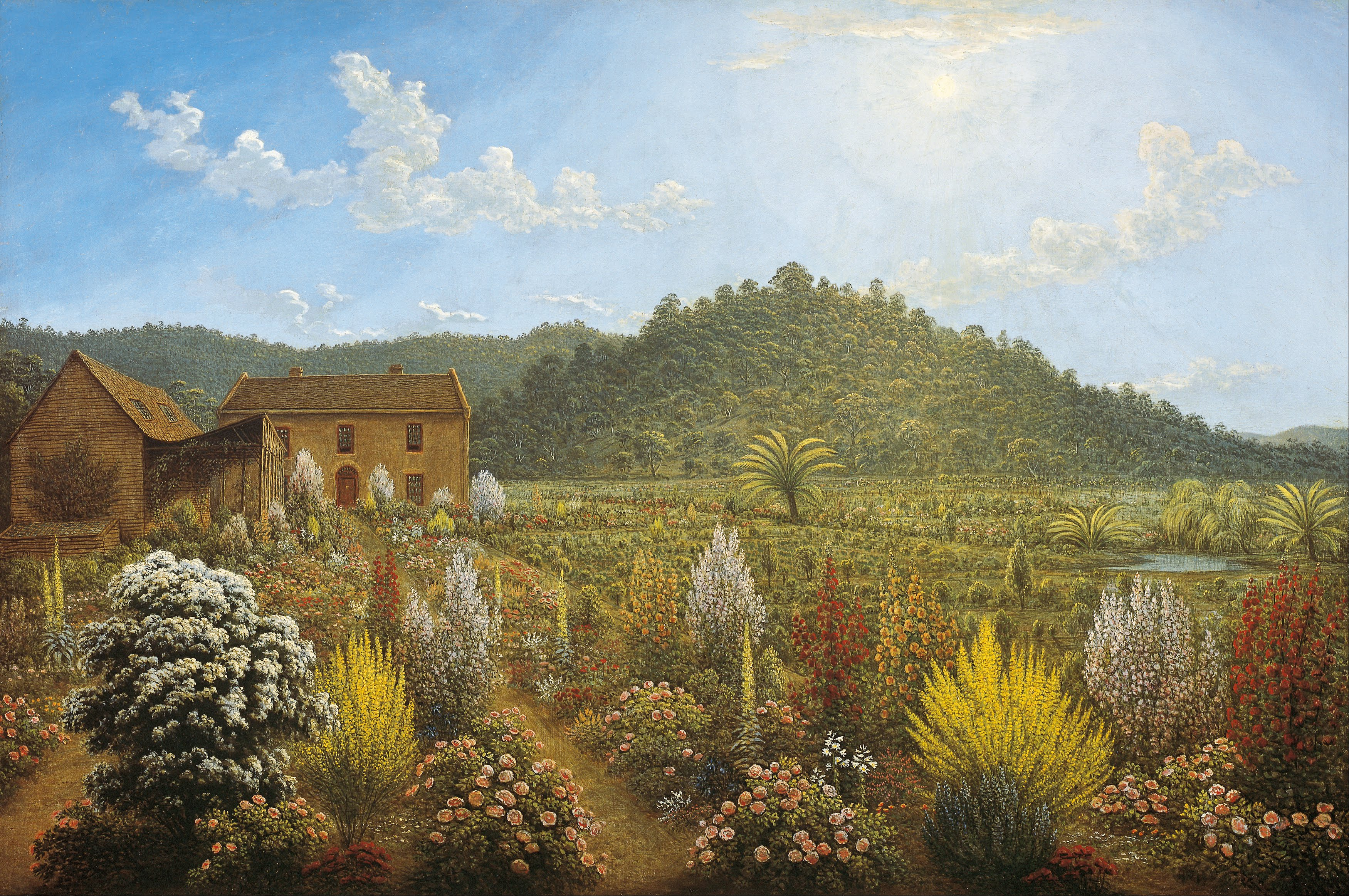
ジョン・グローヴァー A view of the artist's house and garden, in Mills Plains, Van Diemen's Land, 1835
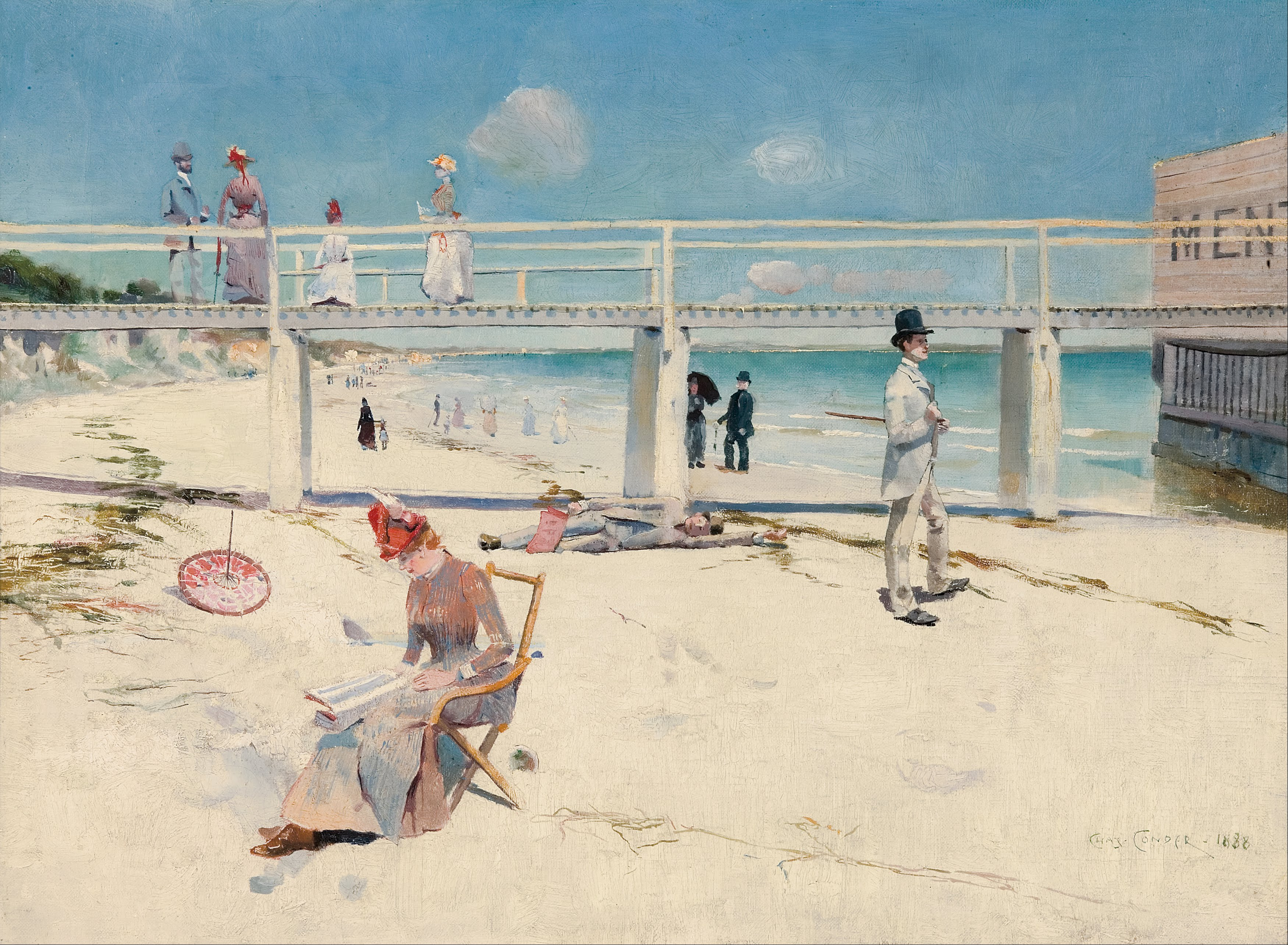
チャールズ・コンダー A holiday at Mentone, 1888
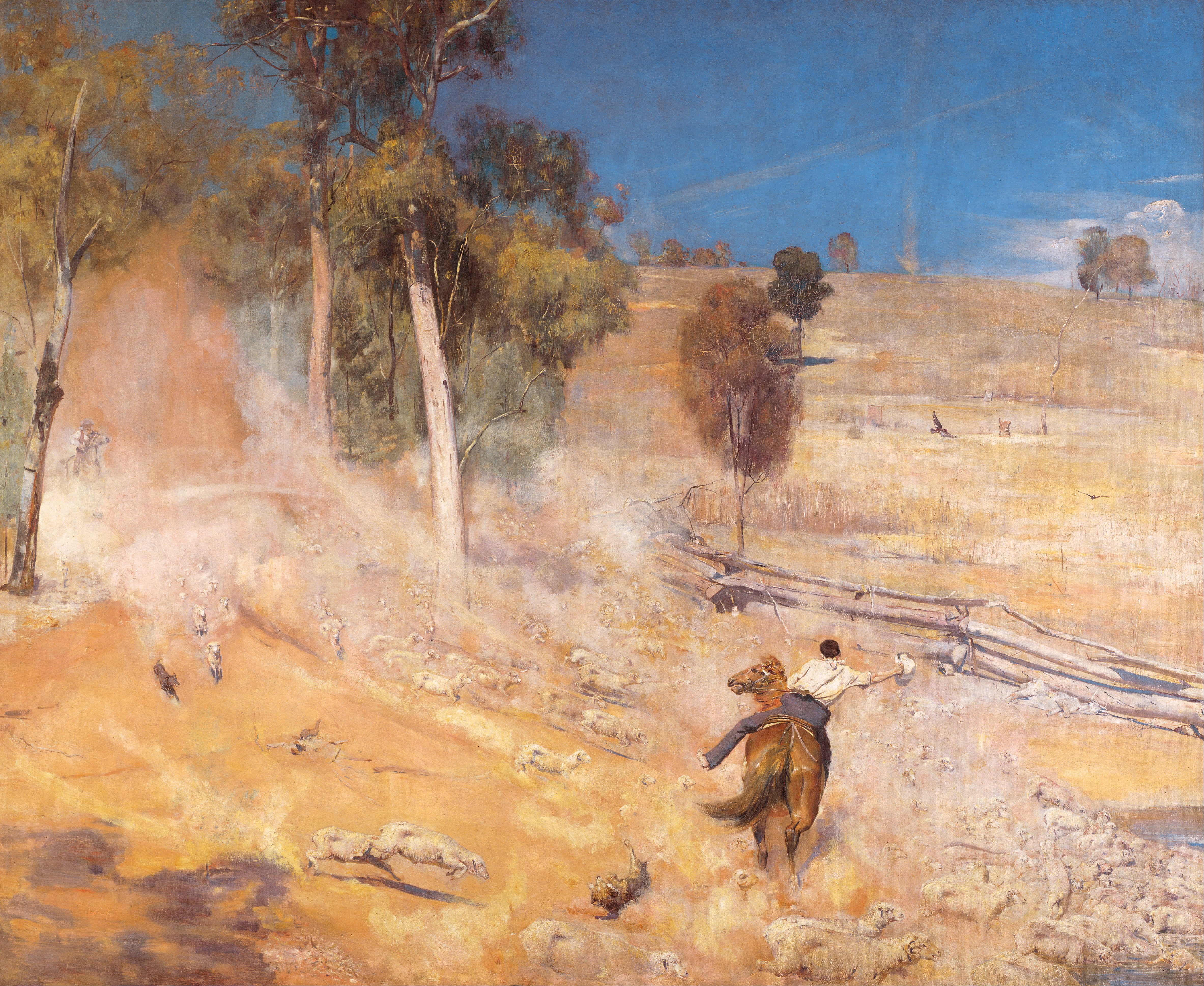
トム・ロバーツ A break away!, 1891
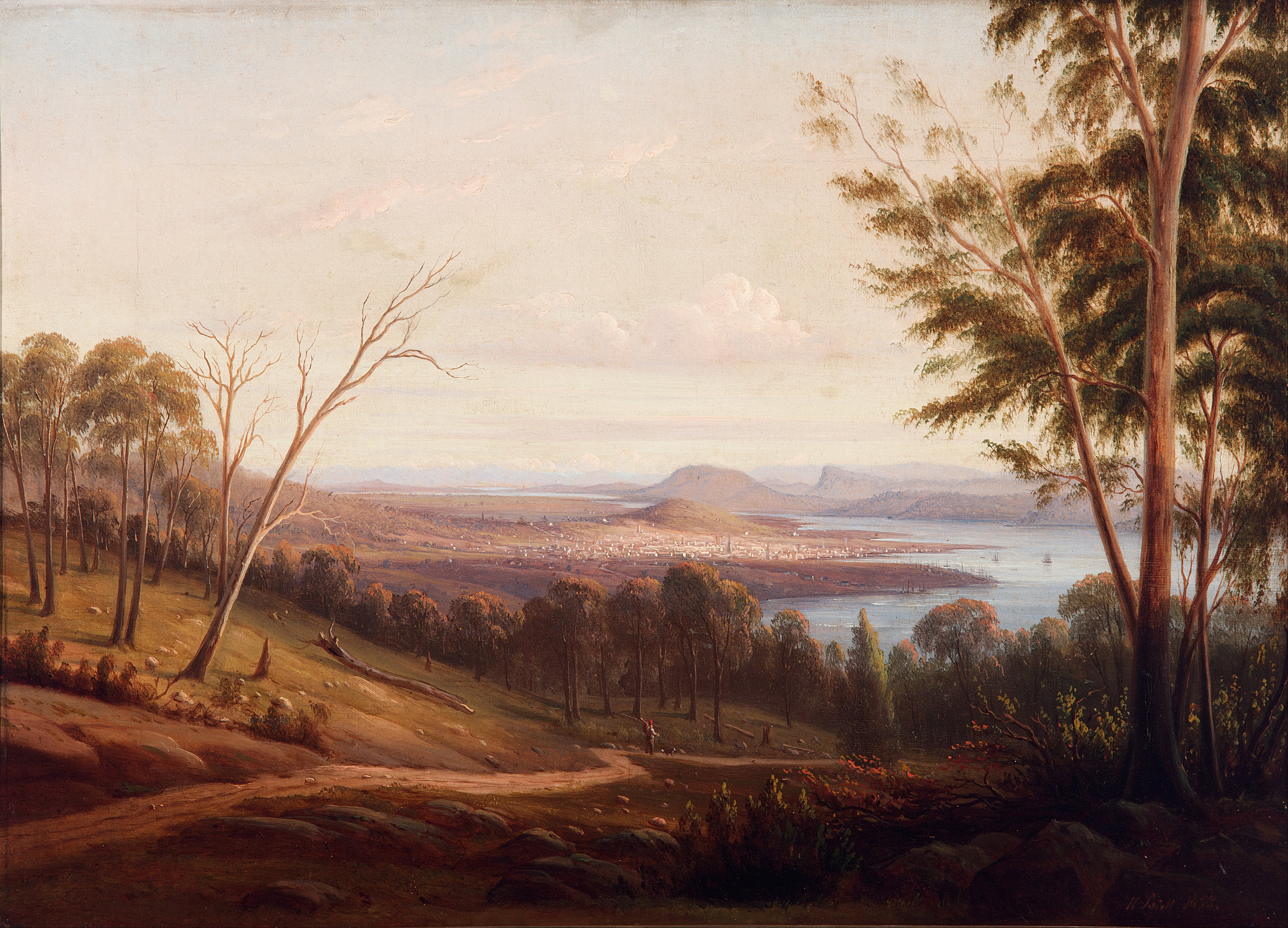
クヌート・ブル View of Hobart Town,1853

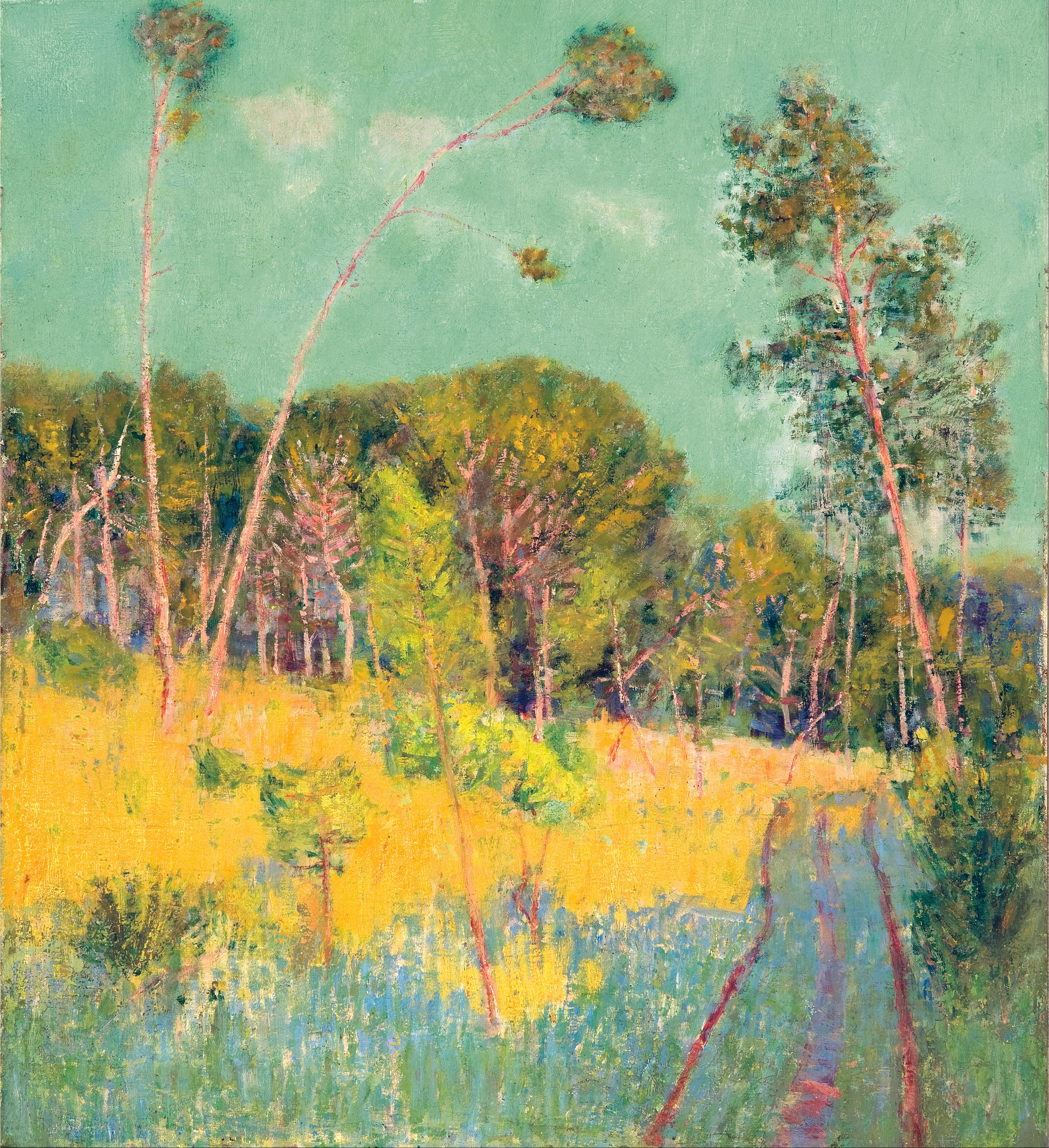
ジョン・ピーター・ラッセル, A clearing in the forest, 1891
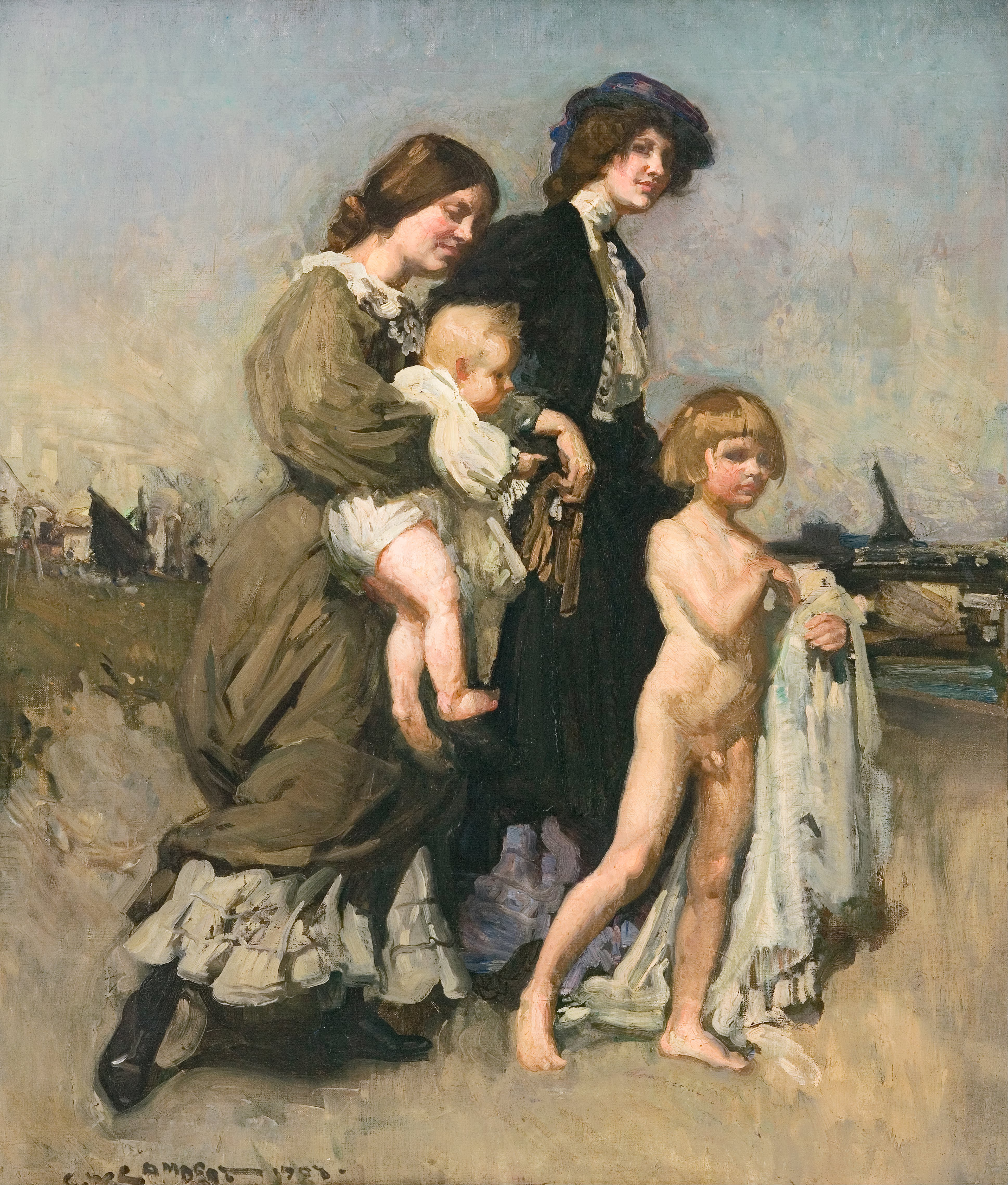
ジョージ・ワシントン・ランバート,The holiday grou,1904
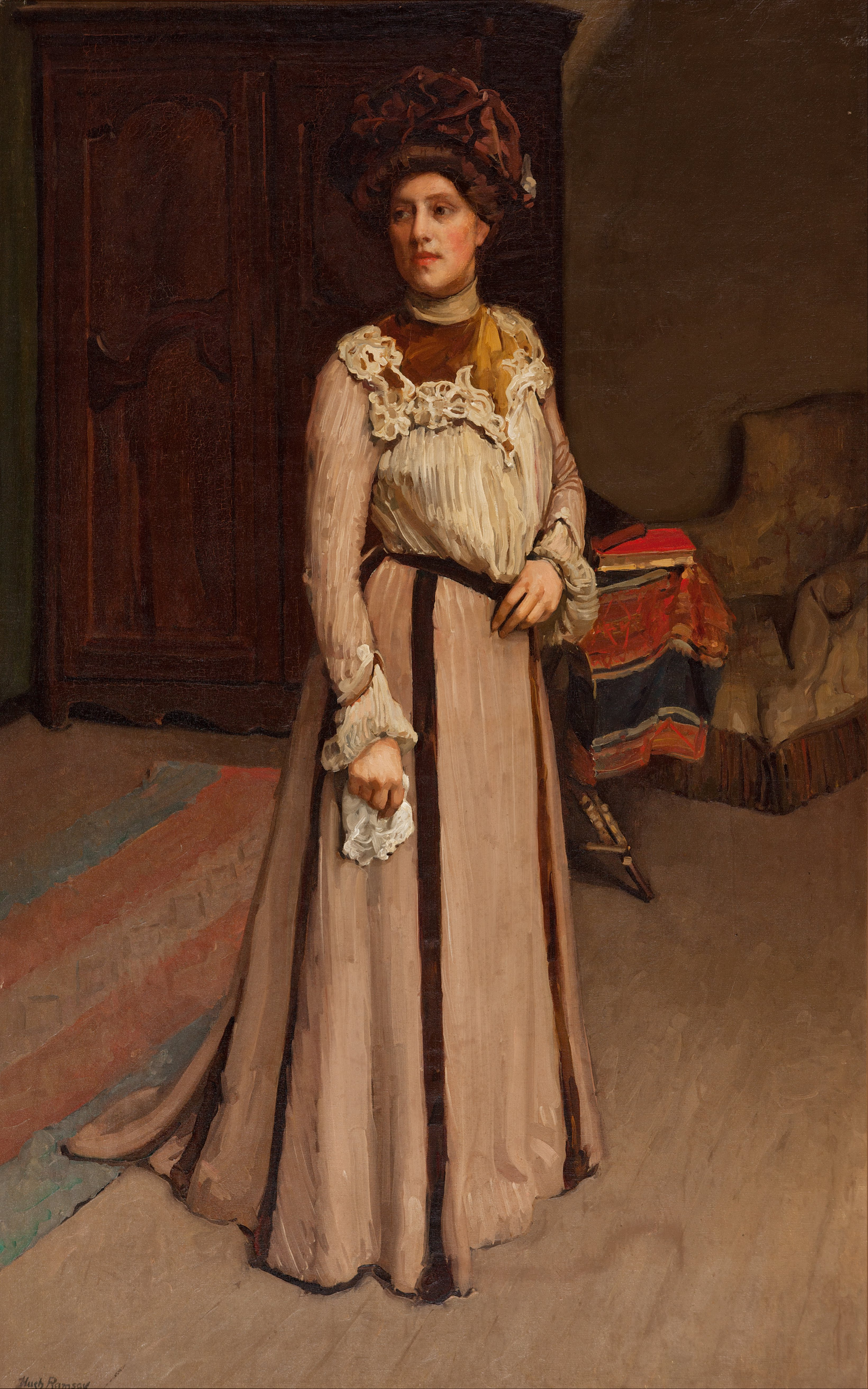
ヒュー・ラムゼー A Lady of Cleveland, U.S.A.,1902
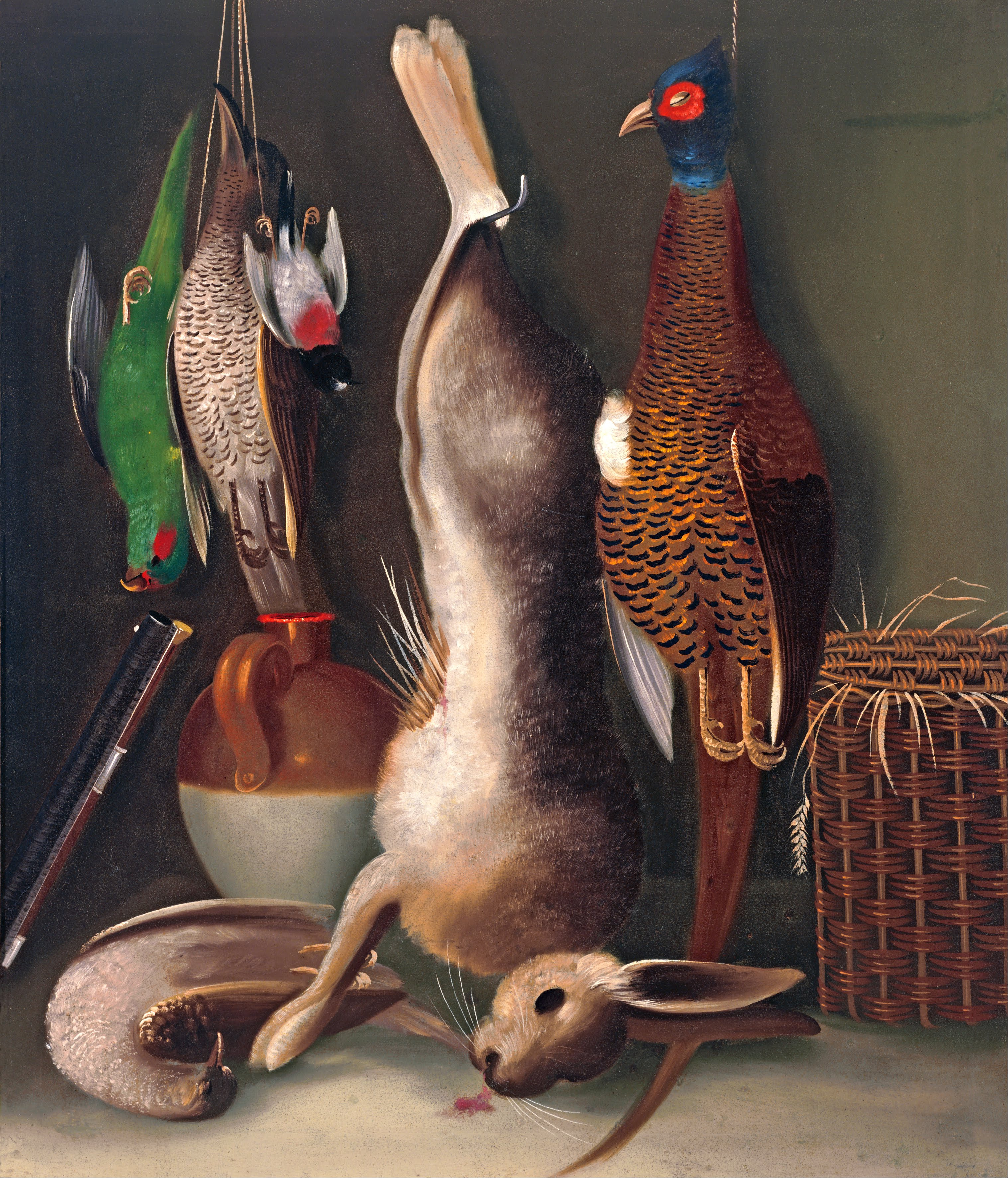
ウィリアム・ビューロー・グールド Still life with game,c.1840
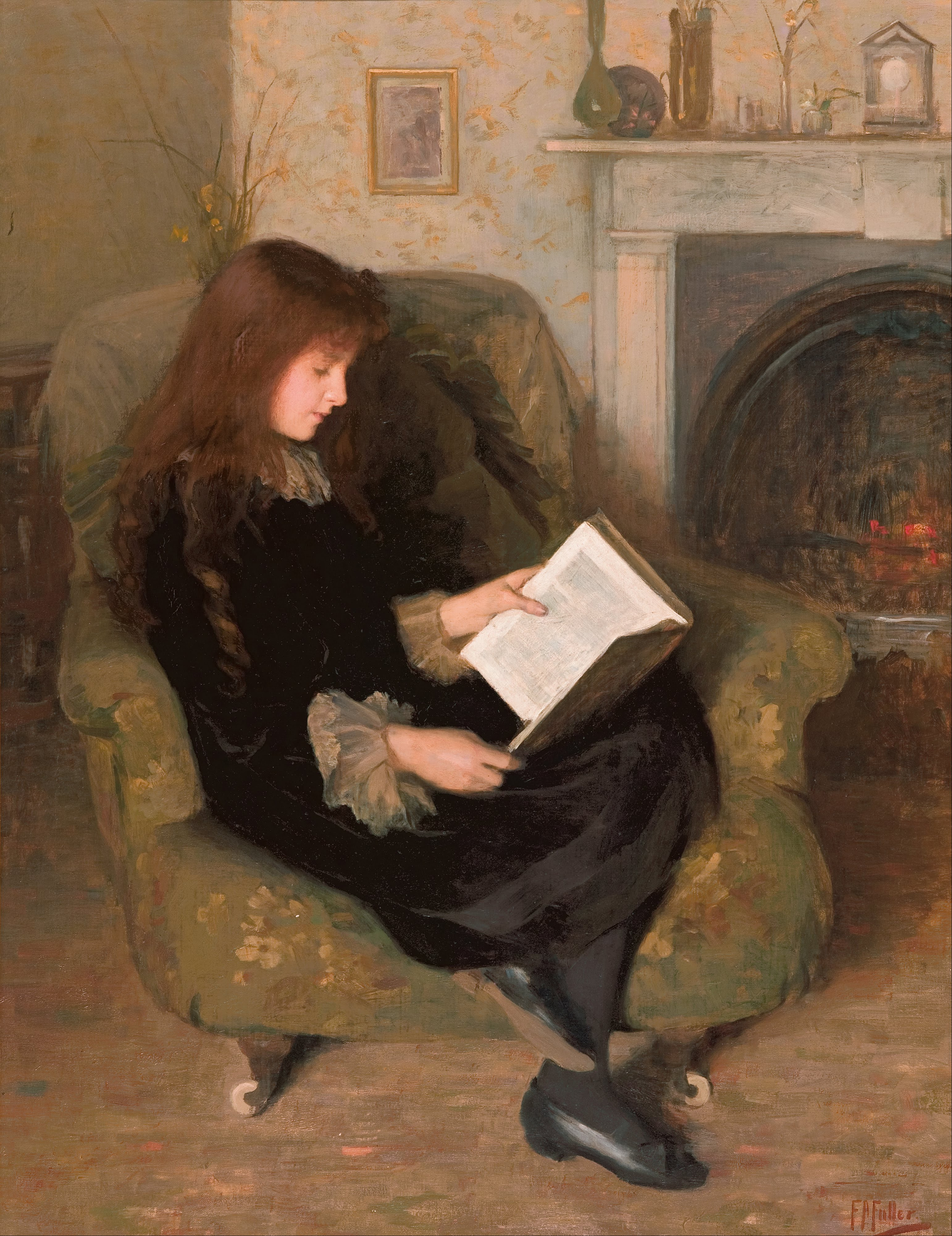
フローレンス・フラー 「止められない事」(c.1900)

国際的な作品

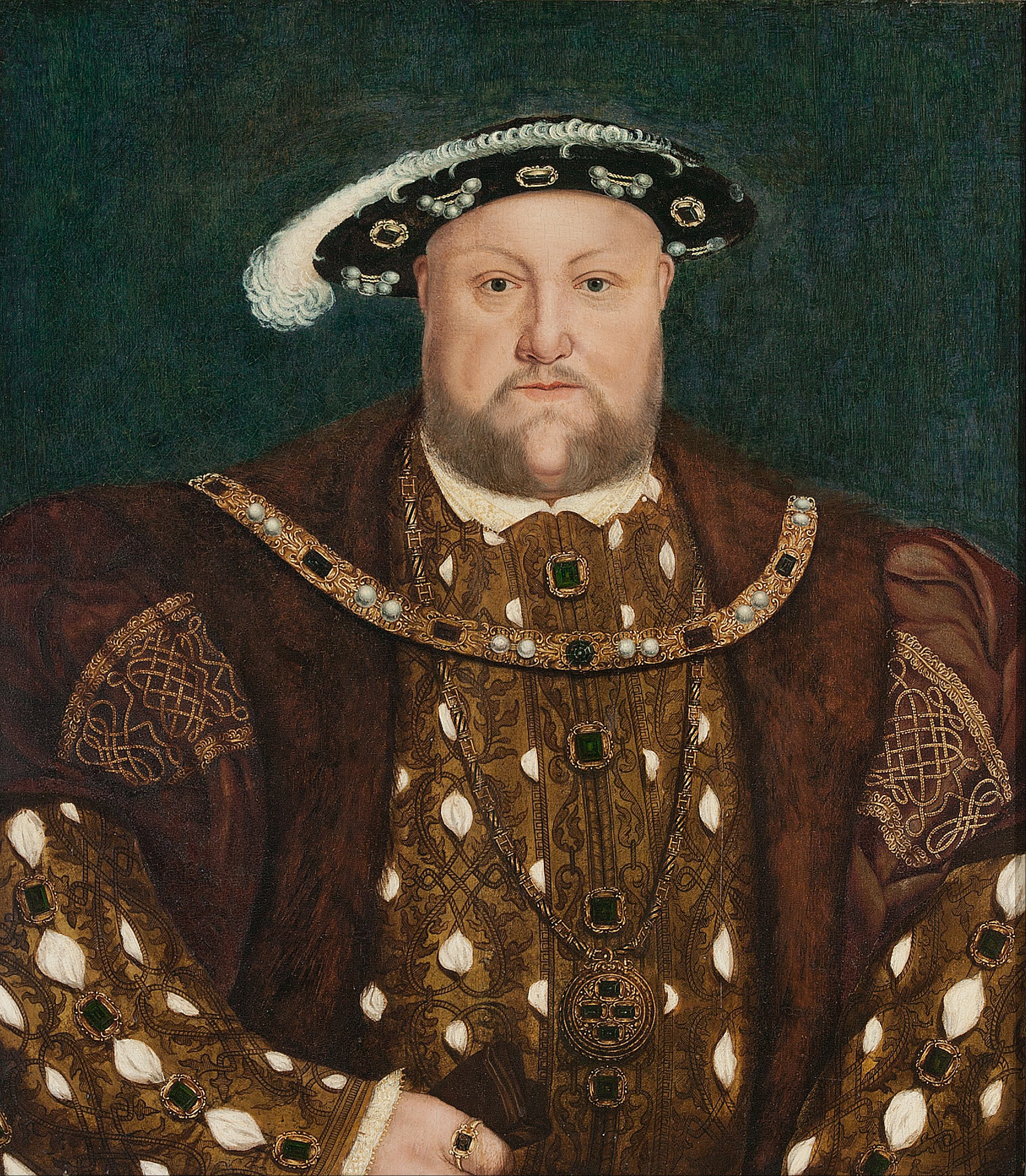
ハンス・ホルバイン, King Henry VIII, c. 1540
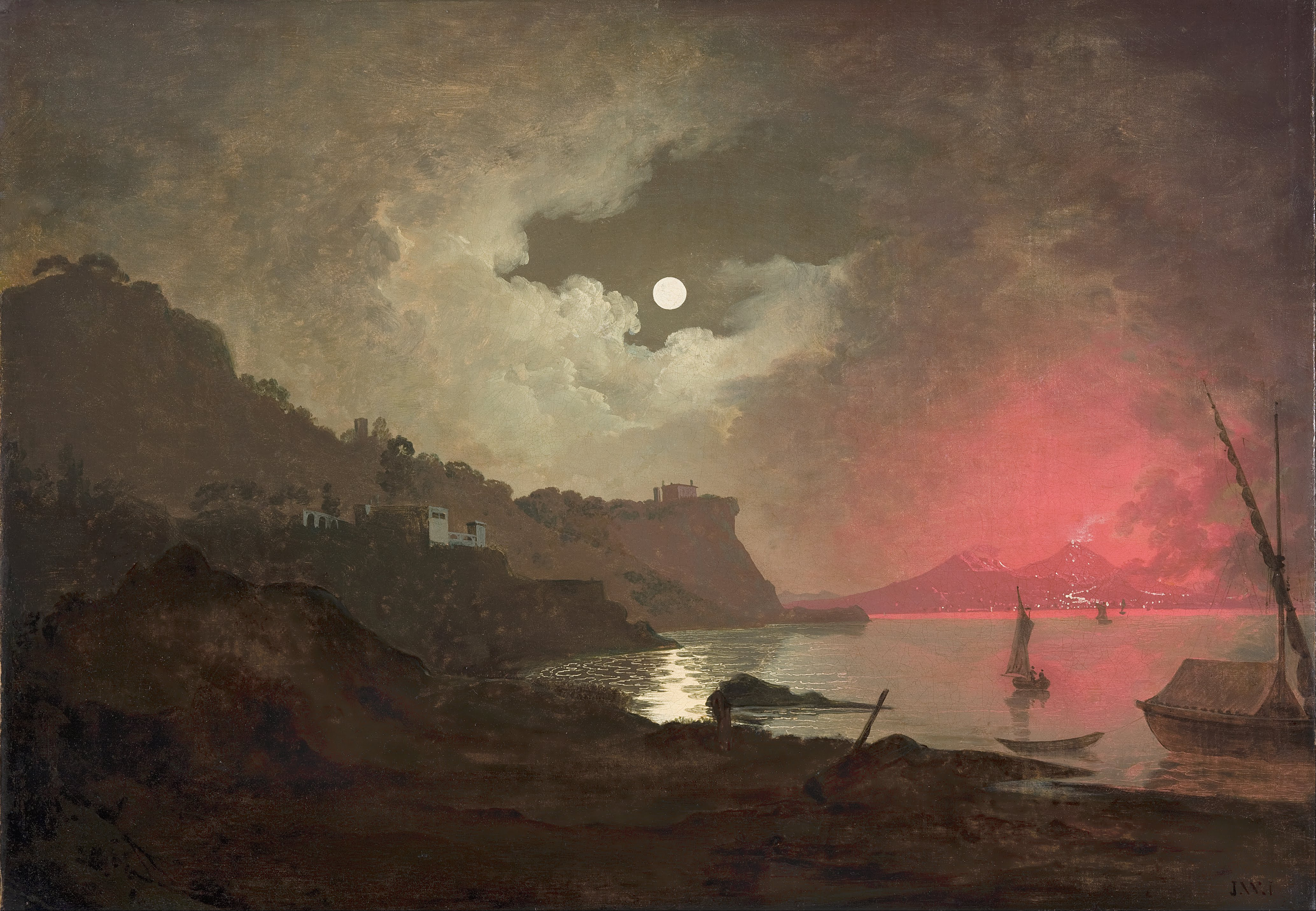
ジョセフ・ライト, A view of Vesuvius from Posillipo, Naples, c. 1788
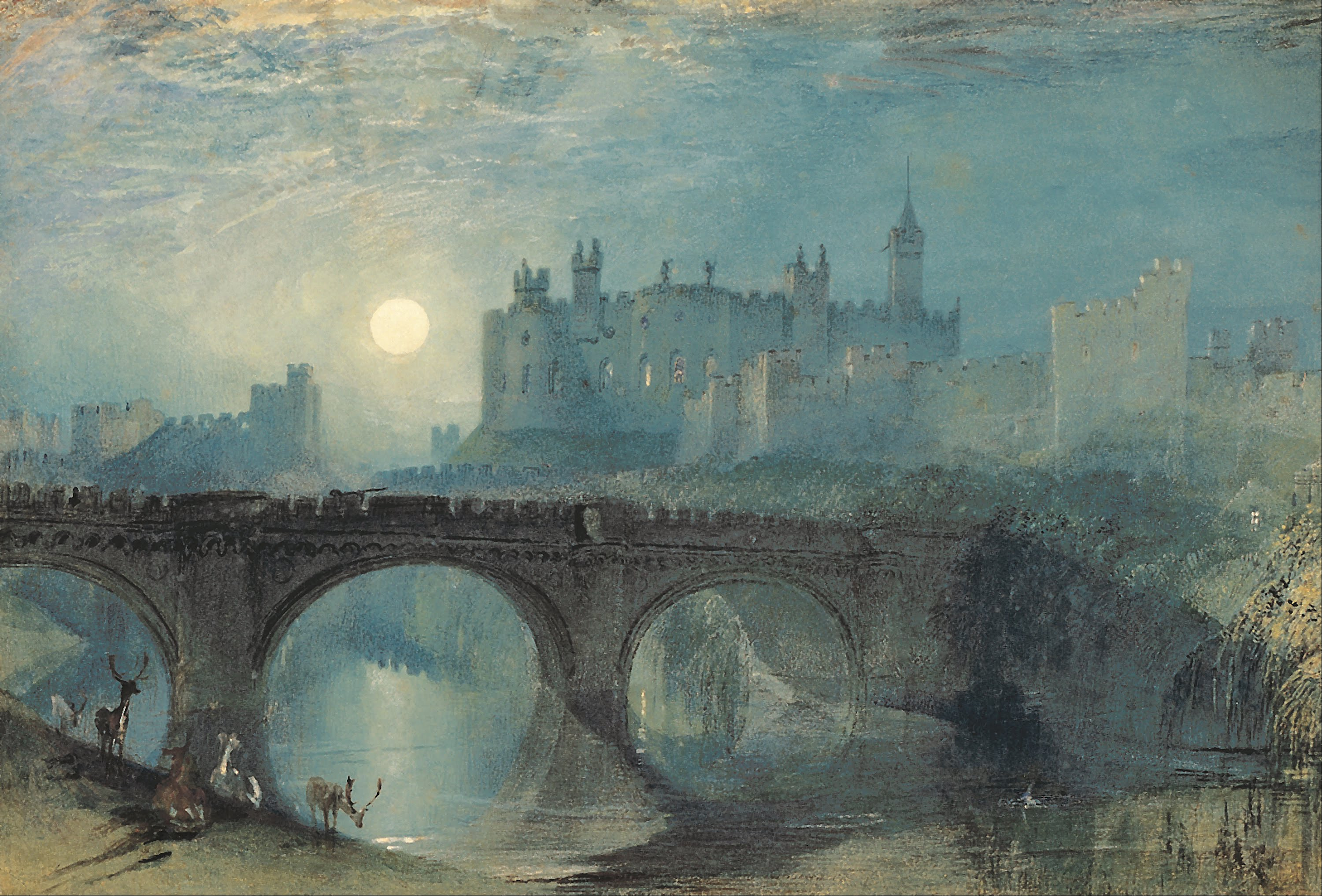
ジョゼフ・マロード・ウィリアム・ターナー, Alnwick Castle, 1829
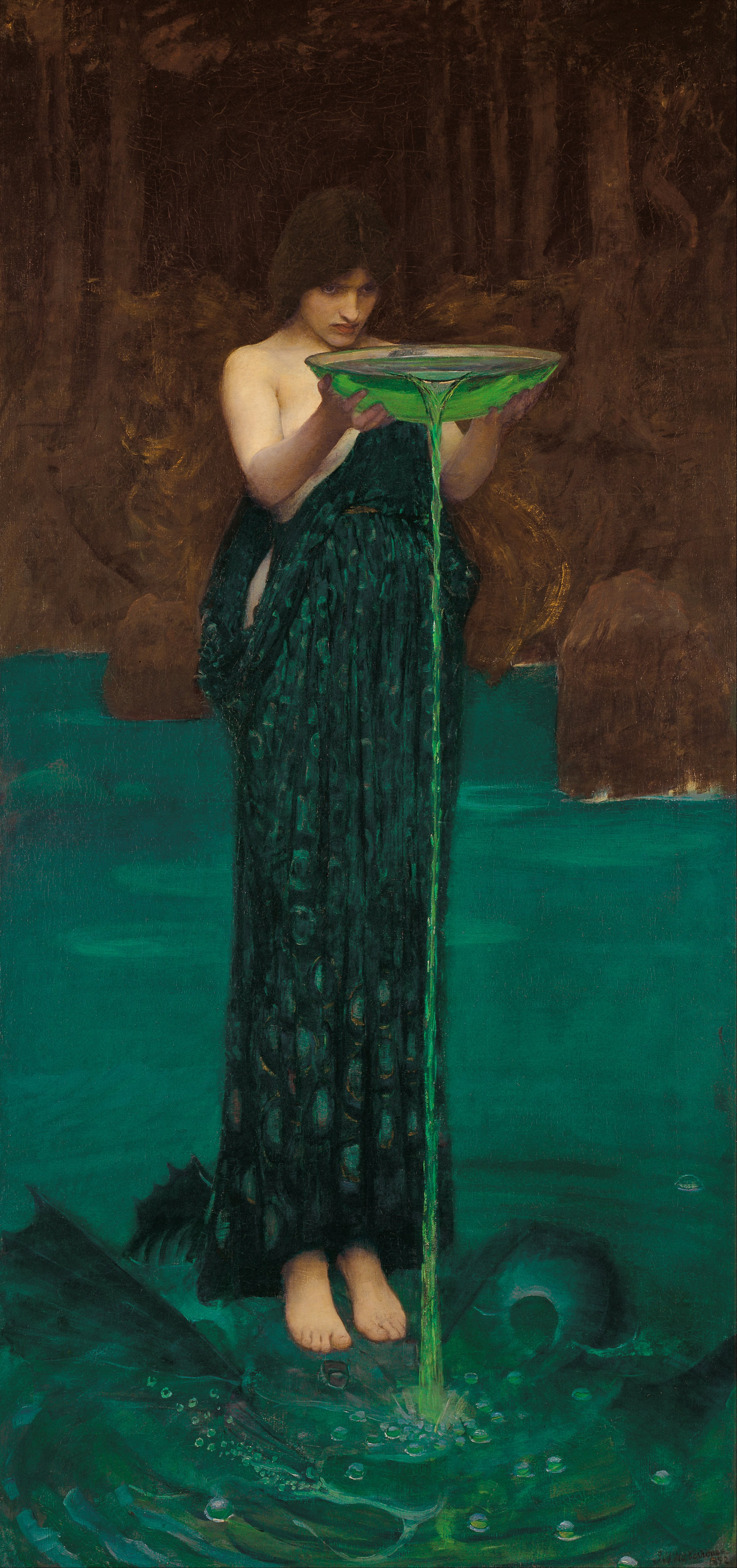
ジョン・ウィリアム・ウォーターハウス, Circe Invidiosa, 1892